# Durchblutung
Als Durchblutung oder Perfusion (exakter Hämoperfusion) wird die Versorgung von Organen oder Organteilen mit Blut bezeichnet. Die Zufuhr erfolgt über Arterien, der Abfluss über Venen (und Lymphgefäße). Dies dient der Versorgung von Geweben mit Sauerstoff, Nährstoffen und anderen lebensnotwendigen Blutbestandteilen sowie dem Abtransport von Stoffwechselprodukten und Kohlenstoffdioxid. Die Organperfusion kann künstlich aufrechterhalten werden. Als Reperfusion wird die Wiederdurchströmung eines Organs nach vorübergehender Unterbrechung der Blutzufuhr (z. B. nach einer Embolie) bezeichnet.
Störungen unterschiedlichster Ursache werden als Durchblutungsstörungen bezeichnet und können akute und chronische Beeinträchtigungen verschiedener Organ- und Gewebsfunktionen bewirken und im äußersten Fall zur Zerstörung der minderdurchbluteten Organbezirke führen.

## Quantifizierung
Auch als Perfusion (im Sinne einer quantifizierbaren Größe) bezeichnet wird das Blutvolumen {\displaystyle \Delta V}, das pro Zeitspanne {\displaystyle \Delta t} durch ein Organ oder allgemeiner durch biologisches Gewebe der Masse {\displaystyle m} strömt. Abhängig von der Bezugsgröße ist die physikalische Einheit der Perfusion entweder (auf ein Organ wie etwa die Nieren bezogen):
{\displaystyle \left[{\frac {\Delta V}{\Delta t}}\right]={\frac {\text{ml}}{\text{min}}}}
oder (auf die regionale Durchblutung bezogen, auch als spezifische Perfusion bezeichnet):
{\displaystyle \left[{\frac {\Delta V}{m\cdot \Delta t}}\right]={\frac {\text{ml}}{{\text{g}}\cdot {\text{min}}}}}.
Die (Gesamt-)Durchblutung der Nieren eines Erwachsenen beträgt beispielsweise ca. 1200 ml/min; die spezifische Perfusion ist ungefähr 4 ml/(g·min). Die Gesamtdurchblutung eines Organs lässt sich auch als Quotient des Druckabfalls {\displaystyle \Delta p=p_{\text{a}}-p_{\text{v}}} zwischen arteriellem ({\displaystyle p_{\text{a}}}) und venösem Druck ({\displaystyle p_{\text{v}}}) und dem Gefäßwiderstand {\displaystyle R} des Organs, also als {\displaystyle \Delta p/R} beschreiben.
Messbar ist die (spezifische) Perfusion mit verschiedenen bildgebenden Verfahren wie etwa der Perfusions-MRT, der Perfusions-CT oder mit nuklearmedizinischen Methoden.

## Variabilität der Durchblutung
Es wird eine Ruhedurchblutung von einer maximal möglichen Durchblutung (oder Durchblutungsreserve) unterschieden. Dabei werden die einzelnen Organe sehr unterschiedlich stark mit Blut versorgt: In Ruhe erhalten die Nieren (im Verhältnis zu ihrem Gewicht) den relativ größten Blutanteil, bei maximaler Durchblutung sind dies die Muskulatur (Skelett- und Herzmuskulatur) und die Haut. Die bedarfsgerechte Anpassung des Blutflusses wird durch komplexe Steuerungsmechanismen gewährleistet.

### Schwangerschaft
In der Schwangerschaft erhöht sich die Durchblutung der Gebärmutter (über die Aa. uterinae) von 50 zu Beginn auf 500–750 ml/min am Ende der Schwangerschaft, was letztlich einem Anteil von 10–15 Prozent am mütterlichen (maternalen) Herzminutenvolumen (HMV) entspricht (uterine- bzw. maternoplazentare Durchblutung). Die treibende Kraft hier ist der mütterliche Blutdruck, während der fetale Blutdruck die sog. fetoplazentare Durchblutung ermöglicht. Von den gut 250–400 ml/min des fetalen HMV fließen an die 50–60 Prozent in die Nabelarterien (Aa. umbilicales).